# Povstání Štěpána Bočkaje
Povstání Štěpána Bočkaje bylo první ze šesti protihabsburských stavovských povstání. Uskutečnilo se v letech 1604–1606.

## Poměry před povstáním

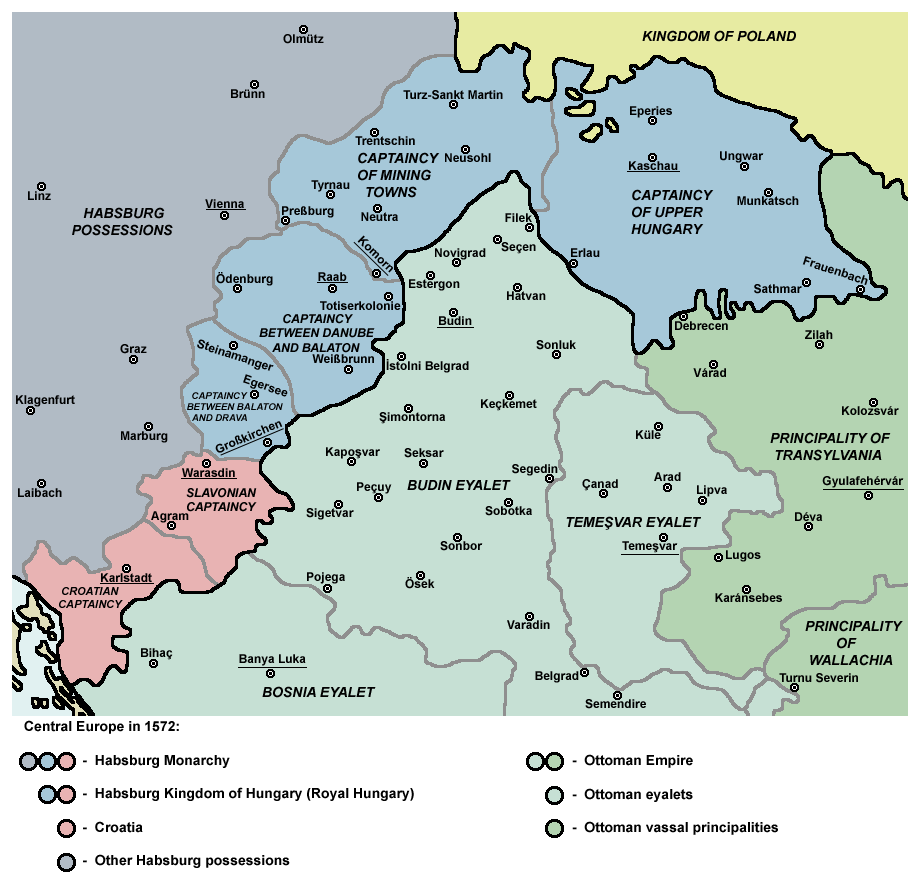
Uhersko v roce 1572 rozdělené mezi Habsburky a Osmany

Štěpán Bočkaj působil jako poradce sedmihradského knížete Zikmunda Báthoryho. Možnost úplného osvobození Turky obsazeného Sedmihradska viděl pouze ve spojení s císařským dvorem. V 90. letech 16. století zastával v Praze funkci císařského poradce v otázkách sedmihradské politiky. Po prohrané bitvě u Mezőkeresztese v roce 1596 vzrostl tlak na Sedmihradsko z Osmanské strany a Báthory se vzdal knížecí hodnosti přenechávaje tak Sedmihradsko císaři Rudolfovi II. Sedmihradská šlechta se však obávala pomsty Turků kvůli spojenectví s Habsburky, a proto se s nimi tajně spojila a uznala i vazalský poměr k jejich říši.[zdroj?]
Začal se odehrávat zápas o vojenské ovládnutí Sedmihradska Habsburky doprovázený krvavými boji, pleněním a konfiskacemi majetků sedmihradské šlechty. Znechucený Štěpán Bočkaj odešel do Polska na své majetky a žil tam v politické izolaci. Habsburkové využívali protiturecké boje k prosazování myšlenek centralizace a rekatolizace. Protestantům v Uhersku byly odebírány majetky a kostely. Jelikož Habsburská monarchie byla stále ve válce s Turky, neustále zvyšovala daně, aby mohla krýt válečné výdaje. Nespokojené protestantské obyvatelstvo proto podalo protest na sněmu v Bratislavě a arcivévoda Matyáš, zastupující svého bratra Rudolfa II., jim odpověděl, že se v podobných protireformačních akcích nebude pokračovat. Císař Rudolf II. však jejich protest zamítl a zakázal na sněmech jednat o náboženských otázkách. Z nepokojů v Uhersku těžili nejvíce sedmihradští emigranti. Po neúspěšném Székelyho povstání uprchli na turecké území, kde čekali na vhodnou příležitost obnovit za pomoci Turků sedmihradské knížectví. V roce 1604 se jim podařilo získat na svojí stranu i Bočkaje. Císař se dozvěděl o spojenectví Osmanské říše s emigranty a přikázal zabavit Bočkajův majetek.

## Vypuknutí povstání
Bočkajovi následně nic nebránilo v tom, aby vojensky vystoupil proti Vídni a 15. října 1604 porazil se svým třítisícovým vojskem císařského generála Barbiano di Belgioiosa. V Bočkajově vojsku bojovali převážně hajduci. Byli to rolníci, kteří pocházeli z řad královských a svobodných hajdúchů a zastávali do té doby významnou roli při protiturecké obraně. Bojovali i v císařském vojsku, ale po nasazení žoldáků přišli o místo. Belgioioso se stáhl na východní Slovensko a snažil se neúspěšně dostat do Košic a Levoče. Obě města ho nicméně odmítla jako symbol nenáviděných rekatolizačních opatření. Uchýlil se proto na Spišský hrad a zbytky jeho vojska přešly na Liptov a Turiec, kde docházelo k četným případům rabování. Bočkaj využil počátečního úspěchu k obsazení Košic dne 12. listopadu a postupně se pod jeho vliv dostalo téměř celé východní Slovensko.
Místní šlechtici se k němu přidávali z donucení, protože jim hrozila konfiskace majetků nebo jejich naprostý konec. Vídeň se spoléhala na svých 10 000 vojáků pod vedením Giorgia Basty. Jeho armáda porazila část Bočkajova vojska při Ožďanech a u obce Edelény v Boršodské župě, ale na vpád do Košic neměla dost sil a usadila se proto v Prešově. Bočkaj získal nové posily od Turků a od východoslovenského hraběte Valentína Drugeta. S nimi dosáhl úspěchů na území Novohradské a Hontské župy. Ovládl Fiľakovo, Sečany, Ďarmoty, Krupinu a jiná města.

## Bočkaj knížetem

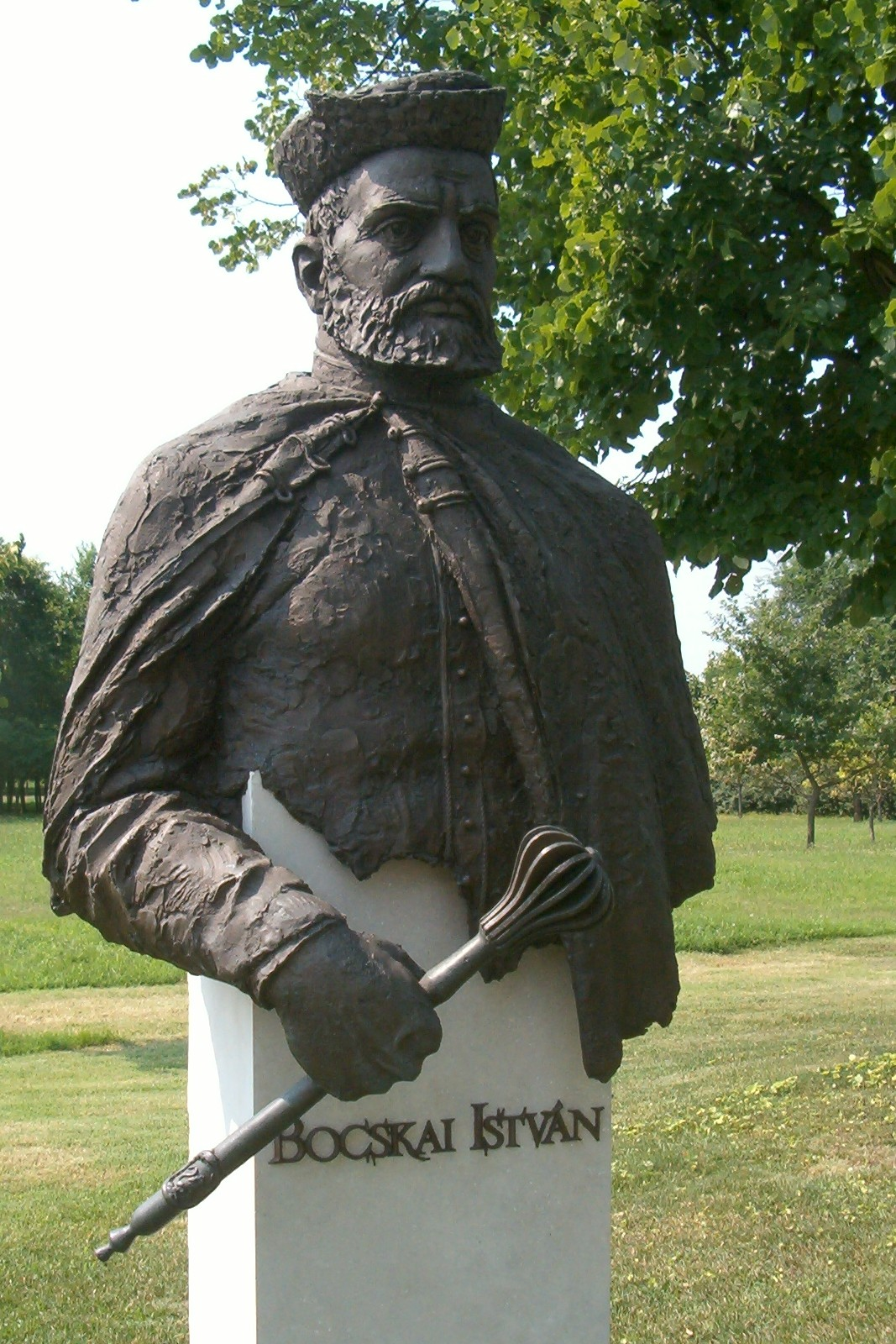
Bočkajova busta

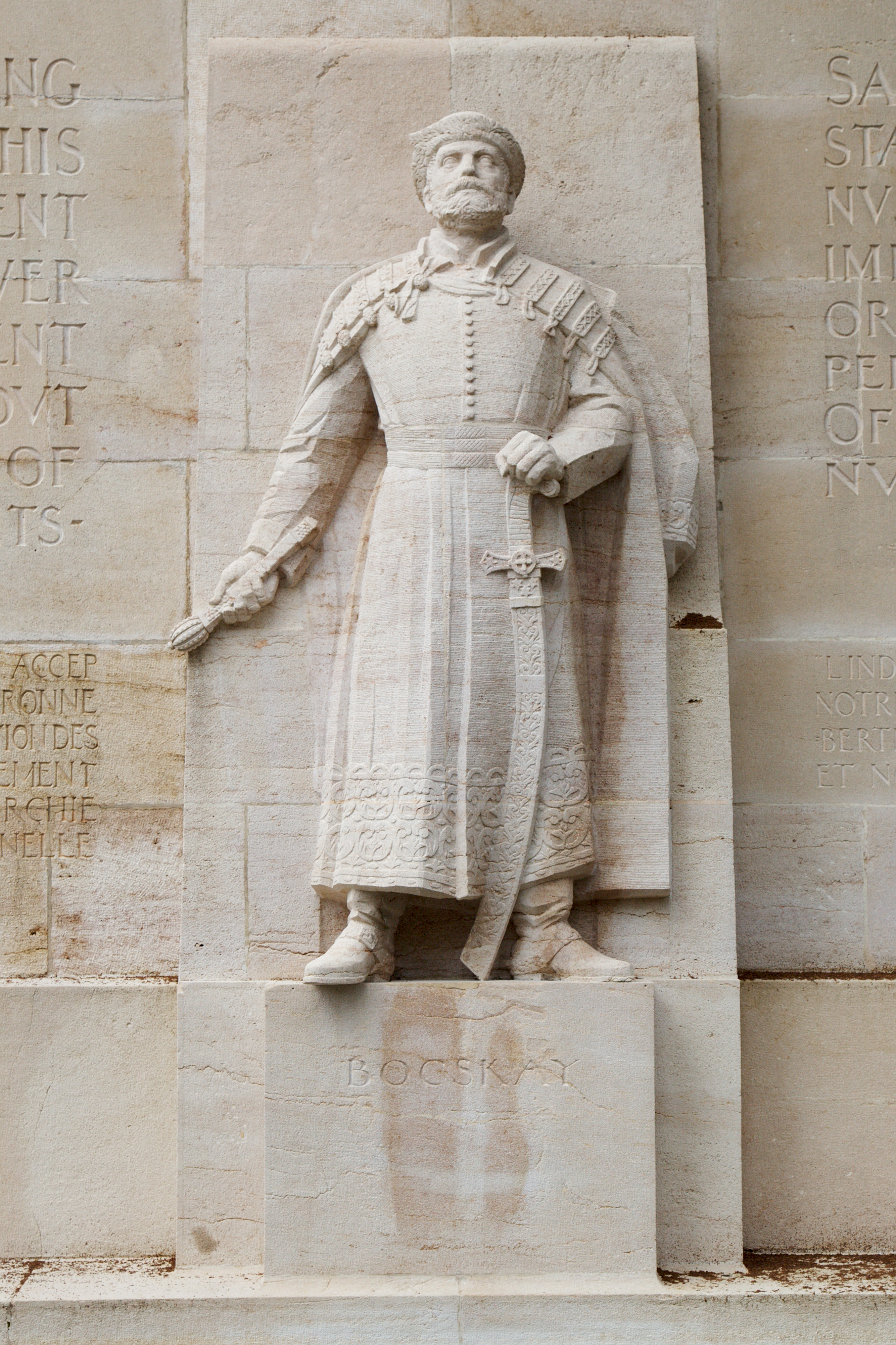
Bočkajova socha v Ženevě

Už tehdy se však objevily první snahy o uzavření míru, které nicméně dopadly neúspěšně. Bočkaj žádal obnovení starých práv a svobod šlechty. Pro sebe chtěl získat titul sedmihradského knížete a pro vyšší vrstvy svobodu náboženského vyznání. Na poddané však nemyslel. V jeho vojsku začal převažovat počet šlechticů, kteří odmítali bojovat po boku velitelů hajdúských a tureckých oddílů. Bočkaj musel ustoupit požadavkům šlechty, a aby si udržel podporu, dal popravit vůdce hajdúchú Blažeje Lipaje. Následně jmenoval nové šlechtické velitele do svého vojska v čele s Valentinem Drugetem. 21. února 1605 zvolila šlechta Bočkaje za knížete Sedmihradska a v dubnu 1605 na sněmu v Szerencsi i za kníže Uherska. Turecký sultán mu kromě zmíněných posil poslal korunu a meč jako symbol vazalské podřízenosti a příslib roční podpory ve výši 10–15 tisíc zlatých.

## Ofenzíva na západ
Krátce poté spustili povstalci ofenzívu směrem na sever a západ. V ten samý měsíc obsadili Banskou Bystrici, Kremnici a středoslovenská horní města. Od května až do července téhož roku pak postupně získali Trenčín, Nitru, Trnavu a nakonec celé západní Slovensko s výjimkou dnešní Bratislavy. Bočkajova vojska se dostala až na jižní Moravu a do Rakouska, kde plenila vesnice a městečka. Česká a moravská vojska proto uskutečnila odvetný útok, ve kterém úspěšně dobyla Skalici, Holíč, Šaštín, Branč, pronikla na jihu až k Trnavě a na severu k Trenčínu. V říjnu Bočkaj vtáhl s vojsky do Nových Zámků, Levic, Nógrádské župy a Ostřihomi a stal se tak fakticky pánem Sedmihradska a jádra Uherska.

## Vídeňský mír
V povstaleckém táboře nicméně docházelo stále častěji k neshodám. Šlechta si prosazovala vlastní zájmy, snažila se získat zkonfiskované majetky přívrženců císařského dvora a nebyla ochotna podporovat povstání materiálně. Upadala i disciplína a bojová morálka hajdúchů. Roztržky se objevily rovněž mezi Bočkajovými povstalci a Turky, proto se na naléhání Istvána Illesházyho a Valentina Drugeta rozhodl Bočkaj uzavřít mír s Habsburky. Císařská pokladna vyčerpala svůj obsah patnáctiletou válkou s Turky, takže ochota jednat se nacházela i na druhé straně. Obě strany uzavřely nakonec mír dne 23. června 1606 ve Vídni. Bočkaj získal vládu nad sedmihradskou, Satumarskou, Berežskou a Ugočskou župou. Župy měly po jeho smrti připadnout Uhersku. Uherským stavům byly potvrzeny výsady, měl být obsazen úřad palatina, ústřední uherské úřady a posádky v pevnostech. Privilegovanému obyvatelstvu byla zaručena náboženská svoboda a účastníkům povstání udělena amnestie.

## Problémy s uznáním míru
Boje však nemohly být ukončeny, dokud Vídeň neuzavřela mír s Turky. Císař Rudolf II. se zdráhal podepsat mír s Vysokou Portou a uznat podmínky Vídeňského míru. Vypukly znovu vzpoury hajdúchů, kteří žádali potvrdit své svobody přiznané Bočkajem. Arcivévoda Matyáš jim jejich privilegia nicméně schválil, a získal je tak na svou stranu. Přes odpor Rudolfa podepsal 11. září 1606 mír s Turky při tehdejším ústí řeky Žitavy, ve kterém se zavázal zaplatit 200 tisíc zlatých a ponechat jim okupované území. Obě smlouvy ratifikoval sněm v Pošni v roce 1608.